# Adolf Kunzmann
Adolf Kunzmann (* 29. November 1920 in Neudek, Tschechoslowakei; † 15. Juli 1976 in München) war ein deutscher sozialer Aktivist und Generalsekretär der Ackermann-Gemeinde.

## Leben und Wirken
Kunzmann stammte aus dem böhmischen Teil des Erzgebirges und war der Sohn eines Bäckers. Ab 1935 war er in der katholischen Jugendbewegung aktiv, trat in den Reichsbund der katholischen Jugend in der Tschechoslowakei ein und übernahm Führungsfunktionen. Nach der Vertreibung aus der Tschechoslowakei nach dem Ende des Zweiten Weltkrieges ließ er sich in Bayern nieder. Ein Jahr nachdem 1946 die Ackermann-Gemeinde als katholische „Gesinnungsgemeinschaft“ vertriebener Sudetendeutscher gegründet worden war, wurde er deren Generalsekretär und erwies sich als findiger Organisator der grenzüberschreitenden »Osthilfe«. Kunzmann behielt bis zu seinem Tod im Alter von 56 Jahren das Amt des Generalsekretärs, wo er bei der Organisation von Hilfen für verbliebene Deutsche in der Tschechoslowakei u. a. auch mit der tschechoslowakischen Staatssicherheit in Konflikt geriet.
Mit Brigitte Wummel-Kortner veröffentlichte er die Sudetendeutschen Heimatbriefe im Verlag der Münchener Hauptstelle der Ackermann-Gemeinde (Arbeitsbehelfe der Ackermann-Gemeinde, 2). Daneben publizierte er auch in den Neudecker Heimatbriefen.
Mit Horst Glassl gab er 1965 Politisch-kulturelle Beiträge zur Sudetenfrage (= Schriftenreihe der Ackermann-Gemeinde, Heft 20) in der Ackermann-Gemeinde in München heraus.
1974 gab er mit dem Historiker Ernst Nittner den Jubiläumsband Tausend Jahre Bistum Prag 1973–1973, Ackermann-Gemeinde München, heraus.